# Ethnologue
«Ethnologue» (укр. Етноло́г; повна назва «Ethnologue: Languages of the World» — укр. Етнолог: мови світу) — англомовний онлайн довідник з мов світу. Випускається у друкованому й електронному вигляді міжнародною некомерційною євангельською християнською організацією SIL International (колишній Літній інститут лінгвістики (Summer Institute of Linguistics)). 19-е видання (2016) містило відомості про 7457 мов світу (16-е видання 2009 року мало статі про 7358 мов; видання 2005 року — 6912 мов; видання 2001 — 6809 мов). 22-е видання проєкту (2019) надало інформацію про 7111 живих мов. Про кожну мову наводиться коротка інформація: варіанти назви, число носіїв, ареал, діалектний склад, класифікація тощо. Крім того, для більшості країн даються лінгвістичні карти, якість яких втім сильно варіює. Перевершує Реєстр Лінгвосфери, випущений 2000 року. Містить немало неточностей, помилок і застарілої або неперевіреної інформації. Довідник періодично перевидається.
З 25 жовтня 2019 року перегляд детальної інформації про мови доступний лише після оплати передплати.